# 내 이름은 칸
내 이름은 칸(My Name Is Khan)은 2010년에 개봉된 인도의 드라마 영화이다. 대한민국에서는 2011년에 개봉되었다.

## 줄거리
자폐증(아스퍼거 증후군)을 가지고 있지만 천재적인 지적 능력을 갖고 있는 '리즈완 칸(샤룩 칸 분)'. 그런 칸을 위해 어머니는 사랑으로 보살펴 주고 가르쳐, 그가 순수한 눈으로 세상을 바라보도록 해주었다. 그러나 어머니의 죽음이후 그는 동생이 있는 미국으로 향한다.
미국에서 동생은 칸에게 화장품 판매원 일을 하게 해준다. 그는 그만의 방법으로 판매책을 세워 고객들을 만들기 시작한다. 일을 하던 도중 우연히 힌두교도인 싱글맘 '만디라(까졸 분)'를 만나 운명적인 사랑에 빠져 결혼까지 하게 된다.
하지만 9.11 테러 이후 미국 내의 무슬림에 대한 박해가 심해지면서, 무슬림인 칸의 가정 역시 생활에 어려움을 겪게된다. 만디라와 그의 아들은 힌두교인이지만, 남편인 칸이 무슬림이기 때문에 운영하던 미용실 문을 닫아야 했고, 어렵사리 일자리를 구한다. 그러던 중 학교에서 무슬림으로 오해를 받은 만디라의 아들이 학교 깡패들로부터 구타(축구공)를 당해 살해당하게 된다. 아들을 누구보다 소중히 여기고 사랑했던 만디라는 모든 원망을 무슬림인 칸에게로 돌린다. 그리고 홧김에 미국 대통령을 만나 칸이 테러리스트가 아님을 밝히고 올 때까지 집에 돌아오지 말라는 말로 칸과 헤어지게 된다.
순수한 칸은 그녀와의 약속을 지키기 위해 미국 대통령이 있는 곳들을 쫓아다닌다. 때로는 테러리스트로 오해를 받아 공항에서 수색을 당하고, 돈이 떨어질 때는 물건들을 고치면서 돈을 번다. 그렇게 어렵사리 한 대학교의 행사장에서 대통령을 만나게 되었으나, '테러리스트'라는 말을 했다는 이유로 FBI로부터 심문을 받게 된다. 하지만 한 학생기자의 도움으로 그가 테러리스트가 아님을 해명할 수 있었다. 그는 그 이후로도 대통령을 만나기 위해 홍수피해를 입은 곳에서 구조 활동을 함으로 많은 미국인들과 미국내 무슬림 사람들의 생각을 바꿀 수 있었다. 결국에는 아내 만디라도 칸에게 다시 돌아오게 되고 대통령을 만나 다음과 같은 말을 할 수 있었다.
| “ | 안녕하세요. 대통령님. 제 이름은 칸입니다. 저는 테러리스트가 아닙니다. (Mr. President, My name is khan. I'm not a terrorist.) | ” |

## 출연

### 주연
- 샤룩 칸
- 까졸

### 조연
- 쉐인 하퍼
- 크리스토퍼 B. 던칸
- 하모니 블로썸
- 제니퍼 에콜스
- 스테파니 헉커비
- 더글라스 테잇
- 케이티 A. 킨
- 카를 마리노
- 멜 페어
- 아드리안 버스타만테
- 비나이 파닥
- 렛슨 로스
- 슈간다 가그
- 파빈 다바스
- 소냐 예한
- 타나이 크헤다
- 마이클 윌리엄 아놀드
- 캐슬린 M. 다시
- 트레이시 웨이서트
- 아드리안 칼리 터너
- 제니퍼 바보사
- 브렌트 멘덴홀
- 자리나 와합
- 마이크 하워드
- 베니 니브즈
- 니콜라스 파존
- 리드 루디
- 케빈 오스텐스타드
- 아르준 메서
- 나브닛 니샨
- 이딘 태너 서니
- 데이빗 앨런 호지스
- 론 프로벤칼
- 크리스틴 마리 홀리
- 마크 S. 포로
- 아리프 자카리아
- 도미닉 렌다
- 몽고메리 폴슨
- S.M. 자히어
- 윌 존슨
- 타런 맨석하니
- 빅터 M. 슬론
- 돈 애버너시
- 베니 벨
- 마이클 패트릭 브린
- 카브랜 E. 챔버레인
- 골디 찬
- 존 클러킨
- 재커리 컬벗슨
- 낸시 듀에어
- 켄턴 듀티
- 프레드 페인
- 제프리 티 퍼거슨
- 레이첼 페리스
- 맥켄지 피겐스
- 도미닉 플로리스
- 짐 게인즈
- 코트니 겝하르트
- 숀 그레디
- 프레더릭 키스 존슨
- 제니스 존스
- 제니 강
- 데이빗 더스틴 케니언
- 다이아나 M. 킴

## 기타
- 각색: 시바니 바디자
- 각색: 니란잔 이엔가
- 라인프로듀서: 프라샨트 샤
- 미술: 샤미시타 로이
- 의상: 매니쉬 말호트라
- 의상: 시라즈 시디큐
- 배역: 로비 리드-흄즈
- 배역: 샤누 샤르마

## 수상[1]
- 제 4회 서울충무로국제영화제(2010) 씨네 아시아 인 러브(초청)
- 제 60회 베를린국제영화제(2010) 경쟁부문(후보)

## 관련 기사
- 한국기독교교회협의회, 7대 종단 대표 초청 영화상영회 개최[2]
- '내 이름은 칸'블록버스터 맹공 속 흥행 과시…장기상영 돌입[3]